# Morgen (Einheit)

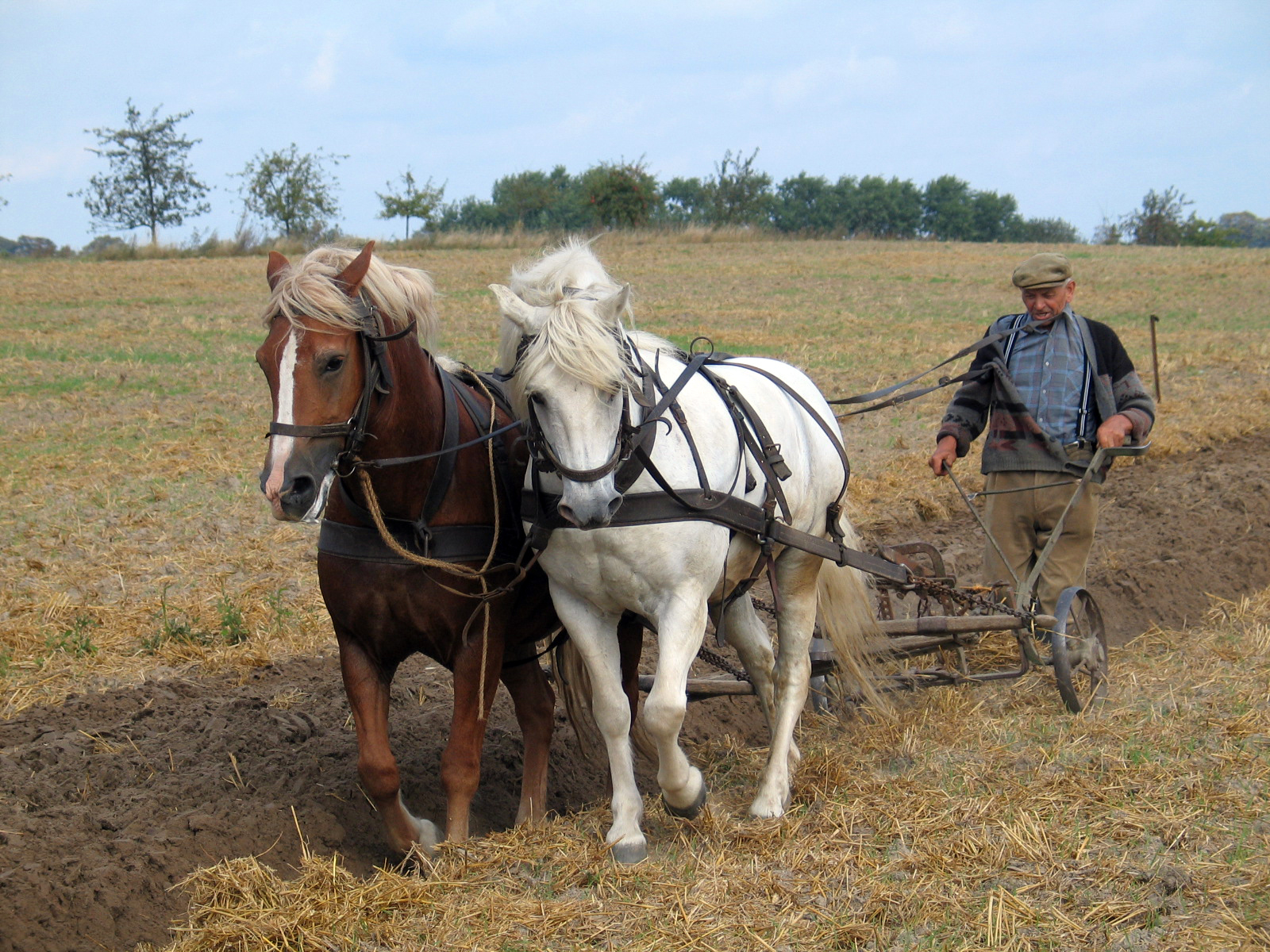
Bauer mit Zweigespann und Einscharpflug

Ein Morgen (Mg), regional auch Acker, ist ein historisches, aber auch gegenwärtig noch gelegentlich verwendetes deutsches Flächenmaß. Während er heute, in ungefährer Übereinstimmung mit dem preußischen Morgen, mit 25 Ar bzw. 2.500 Quadratmeter gleichgesetzt wird, reichte seine Fläche einst von 1.906 bis 11.780 Quadratmeter.

## Geschichte
Das Maß wurde durch jene Fläche bestimmt, die mit einem einscharigen Pferde- oder Ochsenpflug an einem Vormittag pflügbar ist. Der Morgen wurde meist als Rechteck mit Seiten einer geraden Anzahl lokaler Ruten festgelegt, da beim Pflügen das Wenden möglichst vermieden wird.
Das Flächenausmaß des Morgen war regional sehr verschieden, lag aber meist bei einem fünftel bis halben Hektar (2.000 bis 5.000 m²). In Norddeutschland gab es auch Morgen von 6.000 bis 9.000 Quadratmeter, in den Marschen bis über 11.000 Quadratmeter. Mit der Festsetzung im späten 19. Jahrhundert (1869 eingeführter metrisierter Morgen des Norddeutschen Bundes) entsprachen im Deutschen Reich vier Morgen einem Hektar, weshalb der Morgen stellenweise zur Abgrenzung von traditionellen Maßen auch Viertelhektar (vha) genannt wurde.
Im 20. Jahrhundert hatte sich dieser Morgen mit seiner Größe von 25 Ar als landwirtschaftliches Flächenmaß durchgesetzt. Mit zunehmender durchschnittlicher Betriebsgröße (von 2005 bis 2015 um 36,4 % auf 59,6 ha oder 238,4 Morgen) verliert er jedoch mittlerweile gegenüber dem Hektar an Bedeutung. Insbesondere wird das dort verständlich, wo die durchschnittliche Betriebsgröße im Osten Deutschlands bei etwa 1000 Morgen liegt.
Ähnliche agrarische Flächenmaße, die einen ganzen Arbeitstag Bodenbearbeitung bezeichnen, sind:
- das Tagewerk mit 2.500 m² bis 3.600 m². In Bayern war der Morgen ein Synonym für Tagwerk.[3]
- das Joch in Süddeutschland und Österreich
  - in Bayern und Württemberg mit 3.525 bzw. 3.309 m²
  - in Österreich mit 5.755 m² (1.600 Quadratklafter)
- die Juchart in der Schweiz mit 3.600 m²
- die Matt in der Herrschaft Jever mit 4.292 m²

Im angloamerikanischen Maßsystem gilt der Acre mit etwa 4.047 m². 
In Kroatien wird noch heute gelegentlich der dem Morgen entsprechende Jutro gebraucht.  In Serbien entsprach ihm das Dan oranja. Ein weiteres vergleichbares Maß ist das Dunam aus Vorderasien.

## Vergleichsmaße zum Morgen im deutschsprachigen Raum
| Gegend (Zeit)                   | Name                       | Fläche in m²     | in Quadratruten (QR) |
| ------------------------------- | -------------------------- | ---------------- | -------------------- |
| metrisch                        | Viertelhektar (vha)        | 2.500            | (100 QR)             |
| Preußen (1816–1869)             | Magdeburger Morgen         | ,002.553,22      | 180 QR               |
| Sachsen (1781)                  | Morgen, Scheffel (Aussaat) | 2.767            | 150 QR               |
| Bayern                          | Tagwerk                    | 3.407            | 400 QR               |
| Württemberg (1806–1871)         | Schwäbischer Morgen        | 3.152            | 384 QR               |
| Baden (ab 1810)                 | Badischer Morgen           | 3.600            | 400 QR               |
| Hessen, Großherzogtum (ab 1817) | Hessischer Morgen          | 2.500            |                      |
| Bergisches Land                 | Bergischer Morgen          | 2.132            | 120 QR               |
| Köln Rheinland                  | Rheinländischer Morgen     | 3.176            | 150 QR               |
| Hannover (vor 1836)             |                            | 2.608            | 120 QR               |
| Hannover (nach 1836)            |                            | 2.621            | 120 QR               |
| Oldenburg                       |                            | 2.256            |                      |
| Bremen                          |                            | 2.572            | 120 QR               |
| Hamburg                         |                            | 9.658            | G600 QGR             |
| Schleswig-Holstein              | Steuertonne                | 5.466            | Geest260 QGeestR     |
| Holstein                        | Tonne (Tønde)              | 5.046            | Geest240 QGeestR     |
| Mecklenburg                     |                            | 6.500            | 300 QR               |
| Franken                         |                            | 2.000            |                      |
| Frankfurt am Main               | Feldmorgen                 | 2.025            | Feld160 QFeldR       |
| Homburg                         |                            | 1.906            | 160 QR               |
| Kassel                          | Acker                      | 2.386            | 150 QR               |
| Herzogtum Nassau                | Morgen                     | 2.500            |                      |
| Waldeck-Pyrmont                 | (wie Preußen)              | ,002.553,22      | 180 QR               |
| Lippe                           |                            | [0],0002.574,881 |                      |
| Landkreis Schaumburg            |                            | 2.585            | 120 QR               |
| Frankfurt am Main               | Waldmorgen                 | 3.256            | Wald160 QWaldR       |
| Braunschweig                    | Feldmorgen                 | 2.502            | 120 QR               |
| Braunschweig                    | Waldmorgen                 | 3.335            | 160 QR               |
| Oldenburg                       | Jück                       | 4.538            | 160 QR               |
| Danzig                          |                            | um 5.000 um      | 300 QR               |
| Deutschordensstaat              | Kulmischer Morgen          | ,005.601,17      | 300 QR               |
| Küstrin                         | Kammer-Morgen              | ,007.030,24      | 484 QR               |
| Ostfriesland                    | Diemat (h)                 | 5.674            |                      |
| Altes Land (Harburg und Stade)  |                            | 8.185            |                      |
| Kehdingen                       | Marschmorgen               | 10.4770          |                      |
| Altes Land                      |                            | 10.4840          | 480 QR               |
| Hadeln                          |                            | 11.7800          | 540 QR               |

Im Königreich Hannover wurde für den ¾-Morgen = 90 Geviertruten = 18,49 Pariser Geviertfuß der Begriff Drohn verwendet. Der ½-Morgen war ein Vorling und war 60 Geviertruten groß.

## Sonstiges
Als Probemorgen bezeichnete man ein 1 Morgen großes Waldstück, das zur näherungsweisen Berechnung des Holzbestandes benutzt wurde.